# Adana (Álava)
Adana es un concejo del municipio de San Millán, en la provincia de Álava, País Vasco (España).

## Geografía
Adana, bañado por el río Alegría, se ubica dos kilómetros al sur del pueblo de Acilu y dos al este de Gauna, pueblos ambos pertenecientes al municipio de Iruraiz-Gauna. Al este limita con los pueblos de Guereñu (tres kilómetros) y Chinchetru (3,7 km). Está situado a orillas del arroyo de Santa Isabel, a 618 metros de altitud. Al sur del pueblo hay una zona poblada de robles y hayas.

## Despoblados
Forman parte del concejo los despoblados de:
- Egue.[2]
- Iraza.[3]

## Historia
Hacia mediados del siglo XIX, el lugar, ya por entonces perteneciente a San Millán, tenía contabilizada una población de 149 habitantes. Aparece descrito en el primer volumen del Diccionario geográfico-estadístico-histórico de España y sus posesiones de Ultramar de Pascual Madoz con las siguientes palabras:

ADANA: l. en la prov. de Alava (3 leg. á Vitoria), dióc. de Calahorra (13), vicaría y part. jud. de Salvatierra (1 1/2), hermandad y ayunt. de S. Millan (2), con alc. p.: sit. en un llano á la izq. del r. de Alegría; su clima sano: tiene unas 26 casas medianas y una escuela dotada con 600 rs. anuales, á la que concurren por temporadas 14 niños y 12 niñas. La igl. parr. (S. Bartolomé) está servida por dos beneficiados. En el térm. se encuentran algunas ermitas; confina al NE. con Acilu, inerpuesto el citado r., al E. Ullibarri, al S. Azaceta y por O. Alegría y Gauna: abraza sobre 600 fan. de tierra de las que se cultivan mas de 400 de buena calidad: tiene un monte propio, y mancomunidad con otros de que participan Acilu, Gauna y Jaúregui: los caminos son locales y poco cuidados: el correo se recibe en Salvatierra. Prod. trigo, cebada, maiz, varias legumbres, lino, frutas, hortalizas, arbolado de roble y haya, y bastante pasto: cria ganado vacuno, caballar, cabrío y de cerda, disfruta de la pesca del Alegria y tiene un buen molino harinero: pobl. 25 vec.:149 alm.: contr. (V. Alava prov.)
(Madoz, 1845, p. 80)

Décadas después, ya en el siglo XX, se describe de la siguiente manera en el tomo de la Geografía general del País Vasco-Navarro dedicado a Álava y escrito por Vicente Vera y López:

Adana.—Lugar distante de Narbaja 11,750 metros, con 32 edificios. La población de hecho es de 131 almas y la de derecho de 127. Limita, al N., con Acilu; al S., con Laminoria, al E., con Ullibarri y Chinchetru, y al O., con Gauna. La parroquia, dedicada á San Bartolomé, es de categoría rural de primera clase; en su término está la ermita de Santa Isabel. Antes existía la de San Juan de Egüe, en el despoblado de este nombre; pertenece al arciprestazgo de Alegría. Tiene una escuela incompleta. La industria está representada por un taller de cantería. Le pertenece el aprovechamiento del monte comunal Iniaturri, de 40 hectáreas, poblado de robles.
(Vera y López, 1915-1921, p. 513)

## Demografía
| Gráfica de evolución demográfica de Adana entre 2000 y 2017 |
|                                                             |
| Población de derecho según los censos de población del INE. |

## Cultura

### Patrimonio material

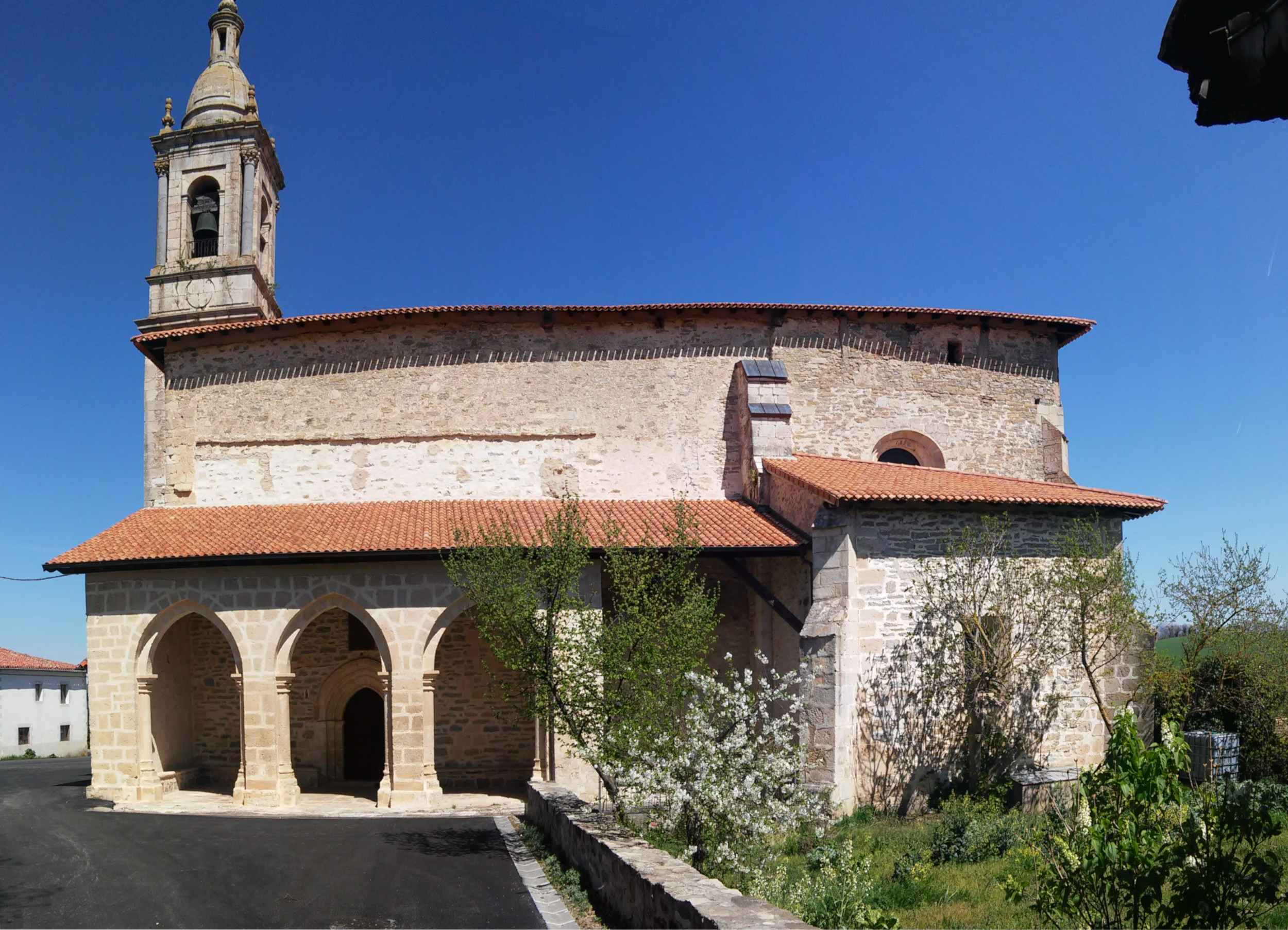
Vista de la iglesia de San Bartolomé

- Iglesia de San Bartolomé.[1][4]De origen bajomedieval y reformado en los siglo XVII  y XVIII, tiene una planta rectangular con cabecera recta y una nave de tres tramos cubierta por bóveda nervada con terceletes, con claves decoradas y apeos en ménsulas esculpidas. Su portada del siglo XIII, de arco apuntado con baquetones y trasdós ajedrezado, se enmarca en un pórtico de fines del siglo XVIII, con tres arcos apuntados sobre medias columnas y bóveda de arista. El retablo mayor barroco del siglo XVIII, también conserva retablos laterales barrocos. El coro tiene un sotocoro con bóveda nervada en diagonal.[6]